# Nerovnoměrný pohyb
Nerovnoměrný pohyb je druh pohybu, při němž se mění rychlost pohybu, tj. absolutní hodnota vektoru rychlosti. Dráha nerovnoměrného pohybu odpovídá stejně jako u pohybu rovnoměrného ploše v grafu časového průběhu rychlosti pohybu.
Těleso vykonává nerovnoměrný pohyb, urazí-li během svého pohybu různě dlouhé úseky své trajektorie za stejně dlouhé časové úseky.
Rychlost se během tohoto pohybu mění. Není tedy konstantní (stálá).

## Příklad
- Nerovnoměrný přímočarý pohyb – trajektorií pohybu je přímka
- Nerovnoměrný pohyb po kružnici – trajektorií pohybu je kružnice